# Marienkirche Wohlbach

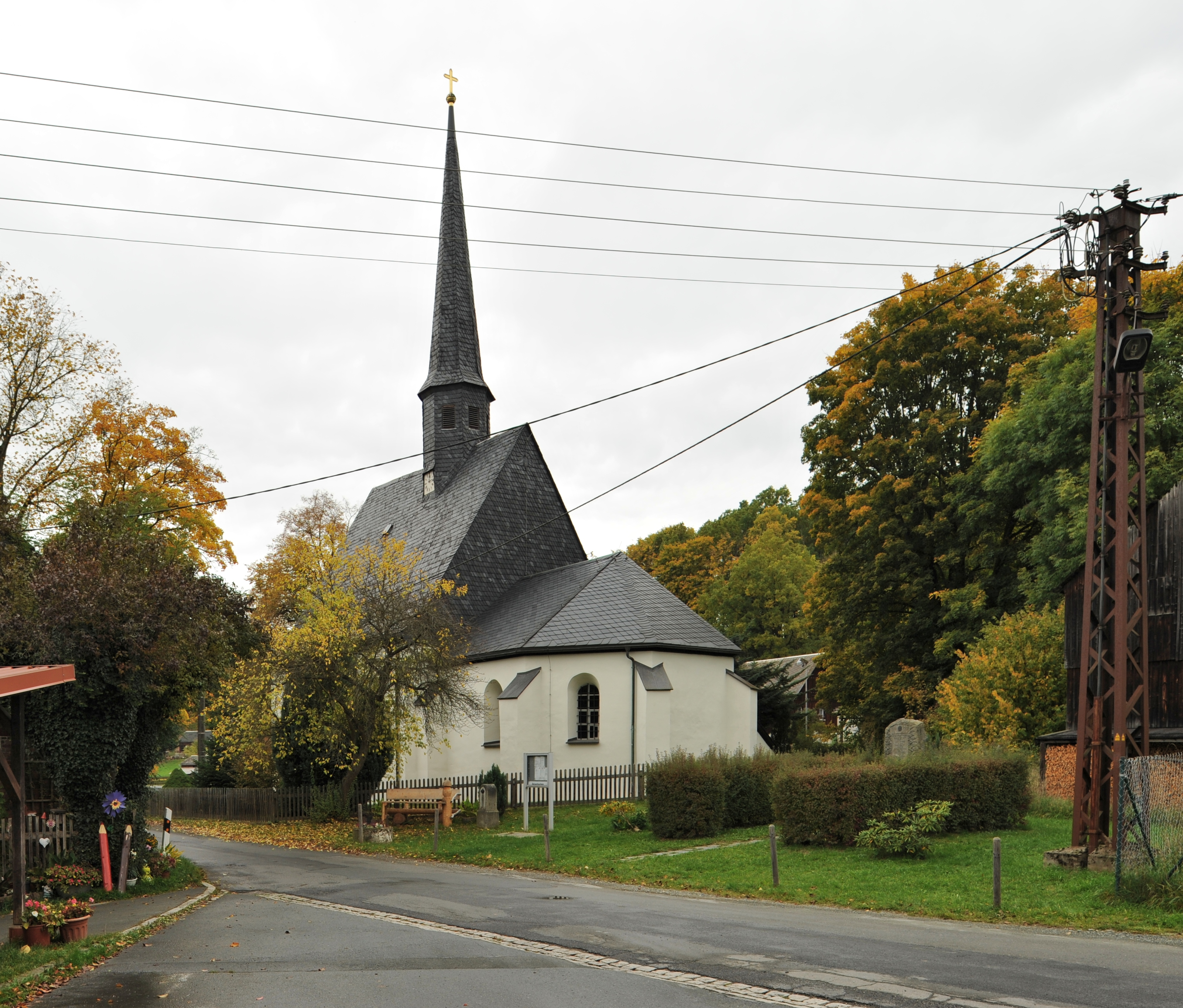
Marienkirche Wohlbach

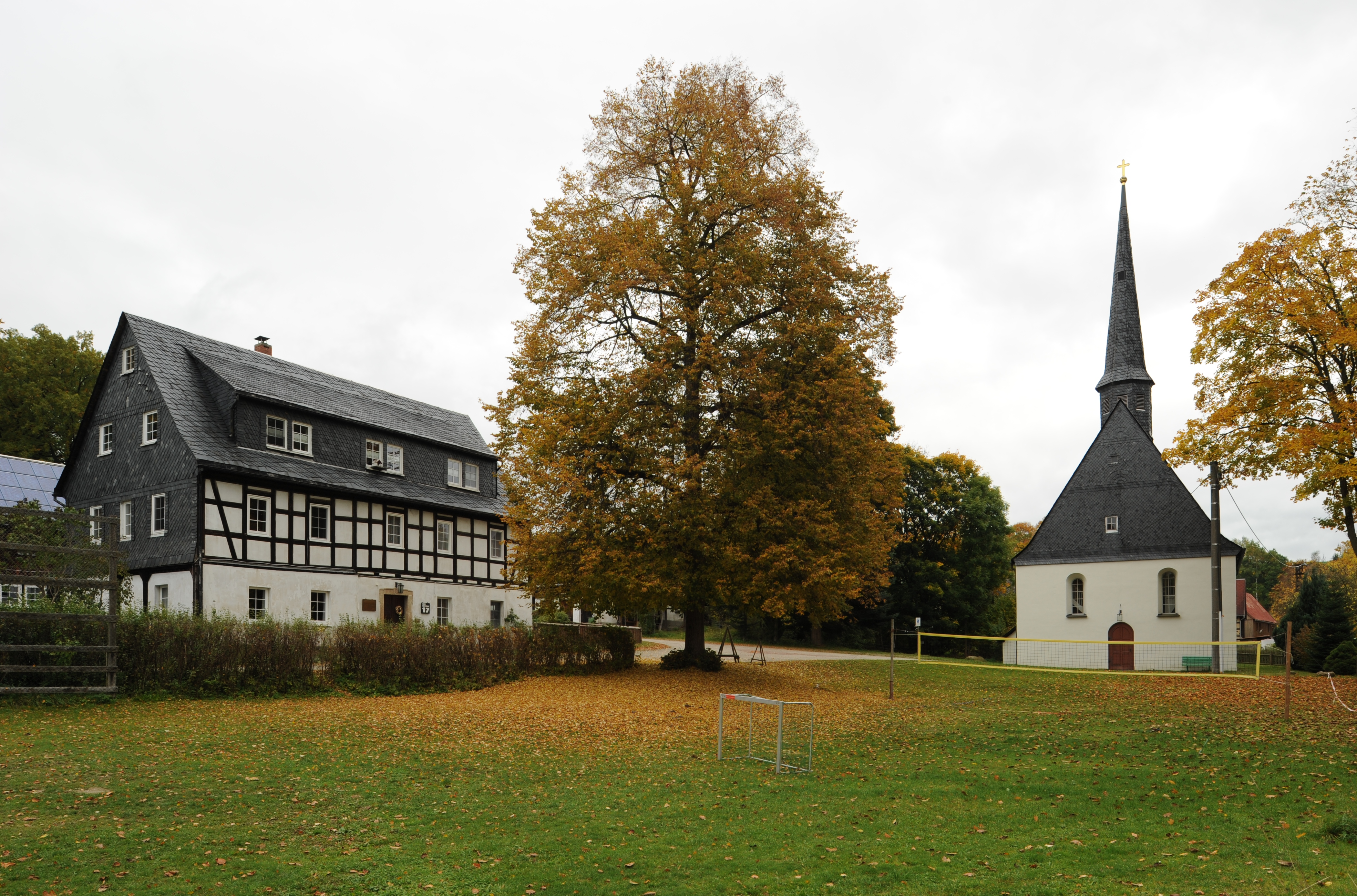
Pfarrhof und Kirche

Die evangelische Marienkirche Wohlbach ist eine im Kern romanische Saalkirche im Ortsteil Wohlbach der Gemeinde Mühlental im Vogtlandkreis in Sachsen. Sie gehört zur Kirchengemeinde Wohlbach im Kirchenbezirk Vogtland der Evangelisch-Lutherischen Landeskirche Sachsens.

## Geschichte und Architektur
Die Kirche, eine der ältesten Kirchen im Vogtland, ist eine romanische Saalkirche; der Chor stammt aus der Zeit um das Jahr 1270, eine Einwölbung erfolgte in den Jahren 1350 bis 1370. Der Saal wurde um das Jahr 1470 umgebaut; die heutige Ausstattung stammt aus dem Jahr 1735. Restaurierungen wurden in den Jahren 1835 und 1880, 1926 (innen) und 1967/68 durchgeführt; bei letzterer Restaurierung erfolgte die Wiederherstellung der Wandmalereien im Chor und der Ausstattung. 
Die Kirche ist ein nahezu quadratischer Saal, an den sich der aus zwei Meter dickem Bruchsteinmauerwerk erbaute, niedrige eingezogene Chor mit Dreiachtelschluss und Strebepfeilern anschließt. Ein steiles Satteldach schließt das Bauwerk ab, ein schlanker Dachreiter mit langer Spitze bekrönt das Ganze. Der Saal wird durch Rundbogenfenster erhellt, an der Chornordseite schließt sich die Sakristei an. Innen ist der Saal durch eine flache Kassettendecke abgeschlossen; die Deckenbalken sind mit gotischer Schablonenmalerei verziert. Die zweigeschossigen Emporen von 1753 an der Nord- und Südseite sind mit Blumenornamenten bemalt. Ein Triumphbogen vermittelt zum zweijochigen Chor mit gedrücktem Kreuzgratgewölbe; hier sind Reste gotischer Wandmalereien erhalten, die vier Weihekreuze zeigen, die Sakramentsnischen sind mit Flechtbandmuster gerahmt, die Innenlaibungen der Fenster mit einfachem Steinmuster.

## Ausstattung
Das Hauptwerk der Ausstattung ist ein Barockaltar von Georg Spengler aus Markneukirchen und Michael Todt aus Erlbach von 1687/88 mit geschnitzten Akanthuswangen. Im Mittelfeld steht die ursprünglich nicht zugehörige Figur eines Christus triumphans aus der Zeit um 1510, die im Jahr 1926 dort eingefügt wurde. Im Auszug sind manieristische Gemälde mit einer Darstellung der Auferstehung mit dem Datum 1688 zu sehen. 
Die Kanzel wurde von Christoph Lindner aus Oelsnitz im Jahr 1679 geschaffen und zeigt gemalte Blumenornamente auf dem Korb. Zur jüngeren klassizistischen Ausstattung gehören das kombinierte Tauf-Lesepult aus dem Jahr 1835 und die Orgel.

## Orgel
Die Orgel ist ein Werk von Christian Friedrich Polster aus dem Jahr 1837 mit sechs Registern auf einem Manual und Pedal. Die Disposition lautet:
| Hauptwerk C–f3       |    |
| Gedackt              | 8′ |
| Principal            | 4′ |
| Floete               | 4′ |
| Mixtur III           |    |
| Sesquialter II c1–c3 |    |

| Pedal C–f0 |     |
| Subbaß     | 16′ |

- Coppel

## Pfarrhaus
Das ehemalige Pfarrhaus ist ein Fachwerkbau mit massivem Untergeschoss von 1747, das nach einem Dachstuhlbrand baulich verändert wurde. Im Erdgeschoss ist eine Blockstube mit Ständerwerk eingebaut. Es wird als Gästehaus „Zum Guten Hirten“ für Freizeiten und als Gruppenunterkunft genutzt.